# Aeropedelloides changtunensis
Aeropedelloides changtunensis är en insektsart som beskrevs av Yin, X.-c. 1984. Aeropedelloides changtunensis ingår i släktet Aeropedelloides och familjen gräshoppor. Inga underarter finns listade i Catalogue of Life.